# Пенлеве, Поль
Поль Пенлеве (фр. Paul Painlevé; 5 декабря 1863, Париж — 29 октября 1933, Париж) — французский математик и политик, дважды был премьер-министром Третьей Республики: 12 сентября — 13 ноября 1917 года и 17 апреля — 22 ноября 1925 года от Республиканской социалистической партии. На посту  военного министра  был ответственен за сооружение линии Мажино. Президент Французской академии наук (1918), иностранный член-корреспондент Российской академии наук (1924).
Один из создателей аналитической теории дифференциальных уравнений.

## Биография

### Происхождение
Предки Поля Пенлеве по отцовской линии были виноделами и бондарями из Эр и Луара, а по материнской линии —каменотёсами из Мо. Его дед по отцовской линии переехал в Париж, где работал наборщиком. В пятьдесят девять лет он решил бросить работу и вернулся в свою родную деревню, где умер двадцать лет спустя. Отец Поля Пенлеве, как и его дядя, отправился вслед за дедом в Париж, где стал работать в типографии рисовальщиком-литографом. В начале 1870-х годов он открыл фабрику типографской краски в Малакофф. Семья Поля Пенлеве, принадлежащая к восходящему среднему классу, отличалась определенным финансовым достатком, была довольно образованной и прогрессивной.

### Образование
Поль Пенлеве получил начальное образование в коммунальной школе на улице дю Фур в Париже, затем получил среднее образование сначала в лицее Сен-Луи (с пятого класса в 1874 году до третьего в 1877 году) и лицее Луи-Ле-Гран (со второго класса в 1877 году до класса, специализированного в математике, в 1883 году). Он получил степень бакалавра гуманитарных наук в 1880 году и степень бакалавра наук в 1881 году. Затем с 1883 по 1886 год он проходил последипломный курс в Высшей нормальной школе, где слушал лекции Жан-Клода Буке (дифференциальное и интегральное исчисление и начертательная геометрия), Эмиля Пикара (механика) и Жюля Таннери, а также на факультете естественных наук в Париже, где он посещал курсы математических наук, повторно курс дифференциального и интегрального исчисления Жан-Клода Буке, и рациональной механики Поля Аппеля. В 1885 году Поль Пенлеве получил степени бакалавра математических и физических наук. Во время учебы он подружился с физиком Полем Жане.

### Академическая карьера
Победитель конкурса по математике в 1886 году, Поль Пенлеве, однако, никогда не преподавал в средней школе. Чтобы подготовить докторскую диссертацию, в августе того же года Эмиль Пикар отправил его в Германию в Гёттингенский университет, где он прослушал курсы Германа Амандуса Шварца и Феликса Кляйна. В июне 1887 года он получил степень доктора математических наук на факультете естественных наук в Париже, а затем 28 июля 1887 года был назначен преподавателем рациональной и прикладной механики на факультете естественных наук в Лилле в возрасте 23 лет. В 1890 году Поль Пенлеве был удостоен Гран-при Академии наук по математике. Два года спустя, 30 июля 1892 года, он был назначен старшим преподавателем на факультете естественных наук в Париже для преподавания двух дисциплин: анализа в классе бакалавриата и механики для подготовки к степени по математике. Он получил звание доцента в 1895 году и был назначен преподавателем дополнительного курса математики.
С сентября по декабрь 1895 года Поль Пенлеве читал лекции в Стокгольмском университете на ежегодной кафедре, основанной королем Швеции. В 1896 году он становится репетитором анализа в политехнической школе. В 1896—1897 годах он также замещал Мориса Леви в Коллеж де Франс на кафедре аналитической и небесной механики.
В 1897 году Поль Пенлеве сменил Эдуара Гурса на посту преподавателя дифференциального и интегрального исчисления, а также начертательной геометрии в Высшей нормальной школе. В 1896 году он также стал экзаменатором вступительного экзамена в политехнический институт. В 1900 году он был избран членом Академии наук. В 1903 году Поль Пенлеве стал заведующим новой кафедрой общей математики на факультете естественных наук Парижского университета, кафедрой, выдающей документ о высшем подготовительном образовании. В 1905 году он также стал профессором рациональной механики и машин в Политехническом институте. В 1907 году он стал президентом Совета по совершенствованию национальной консерватории искусств и ремесел, председателем технического комитета национальной испытательной лаборатории и членом Совета Парижской обсерватории. В 1907—1908 годах он обменялся на факультете своим курсом с курсом рациональной механики Поля Аппеля. В 1909 году он также стал первым профессором авиационной механики в Высшей школе воздухоплавания. С 1910 года и до самой своей смерти его подменяли на факультете в связи с его парламентским мандатом и правительственными обязанностями. Однако он продолжил свою академическую карьеру, став заведующим кафедрой рациональной механики в октябре 1912 года, а затем кафедрой аналитической механики и небесной механики 19 мая 1920 года. В 1919 году он стал председателем попечительского совета Национальной консерватории искусств и ремесел. 17 декабря 1923 года ему также был назначен курс механики жидкостей и их применения, созданный на грант Государственного секретариата по аэронавтике.

## Научные труды
Поль Пенлеве защитил свою диссертацию Sur les lignes singulières des fonctions analytiques 10 июня 1887 года. Его наиболее значимые математические работы были опубликованы в 1897 году в  книге Leçons sur la théorie analytique des équations différentielles. Они посвящены особым точкам алгебраических дифференциальных уравнений первого и второго порядка и абелевым функциям. Они принесли ему избрание в 1900 году в Академию наук, президентом которой он стал в 1918 году.
Как математик, Поль Пенлеве занимался исследованием систем дифференциальных уравнений и их особенностей, эллиптических функций, а также комплексным анализом.
Также у него имеются работы по механике жидкости (он опубликовал в 1895 году работу Intégration des équations de la mécanique) и по теории систем с сухим трением (он опубликовал в 1895 году работу Leçons sur le frottement). 

## Политическая карьера
С 1910 года член Палаты депутатов. В 1911 году один из основателей Республиканской социалистической партии. В октябре 1915 года — декабре 1916 года министр образования, искусств и изобретений. В марте — сентябре 1917 года военный министр.
В июне 1924 — апреле 1925 года — председатель Палаты депутатов.
В ноябре 1925 — октябре 1929 года военный министр.

## Правительства Пенлеве

### Первое министерство Пенлеве (12 сентября — 16 ноября 1917)
- Поль Пенлеве — председатель Совета Министров и военный министр;
- Александр Рибо — министр иностранных дел;
- Луи Люшё — министр вооружения и военного производства;
- Теодор Стег — министр внутренних дел;
- Луи Люсьен Клоц — министр финансов;
- Андре Ренар — министр труда и условий социального обеспечения;
- Рауль Пере — министр юстиции;
- Шарль Шоме — морской министр;
- Шарль Даниэль-Винсан — министр общественного развития и искусств;
- Фернан Давид — министр сельского хозяйства;
- Морис Лонг — Министр Общей Поставки
- Рене Беснар — министр колоний;
- Альбер Клавей — министр общественных работ и транспорта;
- Этьен Клементель — министр торговли, промышленности, почт и телеграфов;
- Луи Барту — государственный министр;
- Леон Буржуа — государственный министр;
- Поль Думер — государственный министр;
- Жан Дюпюи — государственный министр.

#### Изменения
27 сентября 1917 — Анри Франклен-Буйон вступил в министерство как государственный министр. 23 октября 1917 — Луи Барту наследовал Рибо как министр иностранных дел.

### Второе министерство Пенлеве (17 апреля — 29 октября 1925)
- Поль Пенлеве — председатель Совета Министров и военный министр;
- Аристид Бриан — министр иностранных дел;
- Абрахам Шрамек — министр внутренних дел;
- Жозеф Кайо — министр финансов;
- Антуан Дюрафур — министр труда, гигиены, благотворительности и условий социального обеспечения;
- Теодор Стег — министр юстиции;
- Эмиль Борель — морской министр;
- Анатоль де Монзи — министр общественного развития и искусств;
- Луи Антериу — министр пенсий;
- Жан Дюран — министр сельского хозяйства;
- Орли Андре-Эссе — министр колоний;
- Пьер Лаваль — министр общественных работ;
- Шарль Шоме — министр торговли и промышленности.

#### Изменения
11 октября 1925 — Анатоль де Монзи следовал за Стегом как министр юстиции. Ивон Дельбо следовал за Монзи как министр общественного развития и искусств.

### Третье министерство Пенлеве (29 октября — 28 ноября 1925)
- Поль Пенлеве — председатель Совета Министров и министр финансов;
- Аристид Бриан — министр иностранных дел;
- Эдуар Даладье — военный министр;
- Абрахам Шрамек — министр внутренних дел;
- Жорж Бонне — министр бюджета;
- Антуан Дюрафур — министр труда, гигиены, благотворительности и условий социального обеспечения;
- Камиль Шотан — министр юстиции;
- Эмиль Борель — морской министр;
- Ивон Дельбо — министр общественного развития и искусств;
- Луи Антериу — министр пенсий;
- Жан Дюран — министр сельского хозяйства;
- Леон Перрье — министр колоний;
- Анатоль де Монзи — министр общественных работ;
- Шарль Даниэль-Винсан — министр торговли и промышленности.

## В астрономии
В честь Поля Пенлеве назван астероид (953) Пенлева, открытый в 1921 году

## Труды
- Painlevé, P. Lecons, sur la theorie analytique des equations differentielles, professees a Stockholm… Архивная копия от 28 декабря 2005 на Wayback Machine Paris, 1897
- Painlevé, P. OEuvres. T. 1-3. Paris, 1972—1975